# Юсупов Фелікс Феліксович
Князь Фе́лікс Феліксович Юсу́пов, граф Сумаро́ков-Ельстон (рос. князь Феликс Феликсович Юсупов, граф Сумароков-Эльстон; 11 березня 1887 — 27 вересня 1967) — російський дворянин.

## Походження
Син Фелікса Феліксовича Сумарокова-Ельстона та Зінаїди Миколаївни Юсупової. Останній представник старовинного роду Юсупових. Прізвище «Юсупов» та титул князя отримав від свого діда за матір'ю М. Б. Юсупова, який не мав синів.
За лінією матері вів своє походження від ногайського хана Юсуф-Мурзи (родоначальником, за легендою, був племінник пророка Мухамеда). Рід Юсупових за чоловічою лінією припинився після смерті Миколи Борисовича Юсупова. Коли Зінаїда Юсупова одружилась з графом Сумароковим-Ельстон, імператорським повелінням старшому з їхніх синів було приписано носити прізвище та титул Юсупових. Після того як в 1908 році старший брат Фелікса Микола загинув на дуелі з графом Арвідом Мантейфелем, Фелікс став єдиним спадкоємцем титулів батька й матері та прізвища «Юсупов».

## Життєпис

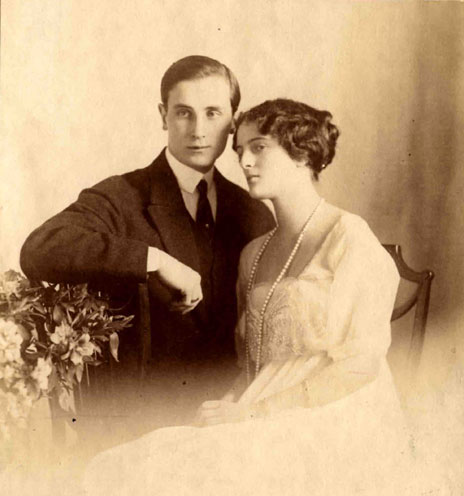
Князь Фелікс Юсупов з дружиною Іриною. 1914 р.

В 1902—1912 навчався в Оксфордському університеті.
1914 року одружився з княжною крові імператорської Іриною Олександрівною, дочкою сестри Миколи ІІ Ксенії і Олександра Михайловича. 1915 року в них народилась дочка Ірина Юсупова (після одруження Шереметьєва).
Фелікс був дуже епатажною людиною, любив одягатися в жіночі сукні, мати сексуальні відносини як з жінками, так і з чоловіками, але при тому був дуже релігійним і завжди був готовий допомогти іншим. Весілля між Іриною і Феліксом навіть хотіли скасувати через його зв'язок з родичем Ірини Великим Князем Дмитром Павловичем, але вони все ж одружилися.
В 1915—1916 роках навчався на офіцерських курсах при Пажеському корпусі.
Разом з Дмитром Павловичем брав участь в убивстві Распутіна. Після вбивства був під негласним наглядом поліції.
Після жовтневої революції емігрував до Лондона, а потім до Парижа. Там він разом з Іриною організували будинок мод «Ірфе».
Під час Другої світової війни відмовився від пропозиції німців повернутися в Росію як намісник.
Помер 1967 року, а його дружина Ірина — 1970.
Зараз його прямими нащадками є внучка Юсупова — Ксенія Сфірі і її дочка Татьяна Сфірі. Рід продовжується і за лінією внучатої племінниці Фелікса Юсупова. Сьогодні прямим нащадком цієї лінії є Оксана Дамаскіна.[джерело?]